# فوئندتدس
فوئندتدس (به اسپانیایی: Fuendetodos) یک دهستان در اسپانیا است که در استان ساراگوسا واقع شده‌است. فوئندتدس ۶۲٫۲۰ کیلومتر مربع مساحت و ۱۷۸ نفر جمعیت دارد و ۷۵۰ متر بالاتر از سطح دریا واقع شده‌است.